# Sieknalasjärvi
Sieknalasjärvi är en sjö i Kiruna kommun i Lappland och ingår i Torneälvens huvudavrinningsområde. Sjön har en area på 0,175 kvadratkilometer och ligger 418,1 meter över havet.

## Delavrinningsområde
Sieknalasjärvi ingår i det delavrinningsområde (757638-176921) som SMHI kallar för Mynnar i Riikasjoki. Medelhöjden är 426 meter över havet och ytan är 2,76 kvadratkilometer. Det finns ett avrinningsområde uppströms, och räknas det in blir den ackumulerade arean 10,85 kvadratkilometer. Vattendraget som avvattnar avrinningsområdet har biflödesordning 5, vilket innebär att vattnet flödar genom totalt 5 vattendrag innan det når havet efter 378 kilometer. Avrinningsområdet består mestadels av skog (43 procent) och sankmarker (51 procent). Avrinningsområdet har 0,17 kvadratkilometer vattenytor vilket ger det en sjöprocent på 6,3 procent.